# 眠民
眠民（ミンミン）は、日本の漫画家・イラストレーターである。コミカライズの他、小説挿絵を手掛ける。

## 作品リスト

### 漫画
- 新世紀エヴァンゲリオン 学園堕天録（月刊Asuka/掲載） 全4巻

### イラスト
講談社X文庫ホワイトハート
- されど月に手は届かず 魍魎の都 （本宮ことは/著）
- 花に嵐の喩えもあれど 魍魎の都 （本宮ことは/著）

小学館ルルル文庫
- CP　しんどうくんの憂鬱 （小野みずほ/著）